# Yuthasak Sasiprapha
Le général Yuthasak Sasiprapha (en thaï : ยุทธศักดิ์ ศศิประภา) est un homme politique et un militaire en retraite thaïlandais, né le 8 janvier 1937 à Bangkok. C'est également un dirigeant sportif qui préside le Comité national olympique thaïlandais. Il a été ministre de la Défense d'août 2011 à janvier 2012. Il devient alors vice-Premier ministre du gouvernement de Yingluck Shinawatra du 18 janvier 2012 jusqu'au 28 octobre de la même année.